# كريغ فيرغسون
كريغ فيرغسون (بالإنجليزية: Craig Ferguson)‏ (و. 1962 – م) هو ممثل، وممثل تلفزيوني، وممثل أفلام، ومخرج سينمائي، ومقدم برامج، وروائي، وكاتب سيناريو، وكاتِب، من الولايات المتحدة الأمريكية، ولد في غلاسكو.

## وصلات خارجية
- كريغ فيرغسون على موقع IMDb (الإنجليزية)
- كريغ فيرغسون على موقع روتن توميتوز (الإنجليزية)
- كريغ فيرغسون على موقع ألو سيني (الفرنسية)
- كريغ فيرغسون على موقع ميوزك برينز (الإنجليزية)
- كريغ فيرغسون على موقع أول موفي (الإنجليزية)
- كريغ فيرغسون على موقع قاعدة بيانات الأفلام السويدية (السويدية)
- كريغ فيرغسون على موقع إن إن دي بي (الإنجليزية)
- كريغ فيرغسون على موقع ديسكوغز (الإنجليزية)
- كريغ فيرغسون على موقع قاعدة بيانات الفيلم (الإنجليزية)
- كريغ فيرغسون على موقع كينوبويسك (الروسية)